# Baszk Nacionalista Párt
A Baszk Nacionalista Párt (baszkul: Euzko Alderdi Jeltzalea, spanyolul: Partido Nacionalista Vasco rövidítése: EAJ-PNV) egy baszkföldi kereszténydemokrata, szociáldemokrata és konzervatív liberális szellemiségű párt, mely egyben a baszk nacionalizmust is képviseli. A párt Spanyolországban Baszkföld és Navarra autonóm közösségekben illetve Franciaország baszk megyéiben működik. Emellett a pártnak a mai napig működnek delegációi a baszk emigrációkban. 
A pártot 1895-ben alapította Sabino Arana, amivel a Spanyol Szocialista Munkáspárt után a második legrégebb óta működő politikai párt Spanyolorszgágban.  

## Ideológia
A párt legfőbb ideológiája a baszk nacionalizmus, a párt magát "demokratának, humanistának, felekezettől függetlennek tartja, amely nyitott a haladásra és a fejlődésre. Habár a párt elsősorban kereszténydemokrata értékű, hagyományosan inkább a balközép oldalon tartják számon a pártot. A párt ellenezte az ETA baszk terrorszervezet működését, a pártot többször is megtámadta az ETA terrorszervezet radikális baloldali úgynevezett "nacionalista baloldali" csoportja.

## Története
A párt 1895-ben alapult meg, katolikus konzervatív pártként, melynek legfőbb célja Baszkföld függetlensége volt. A párt egészen 1923-ig a helyi társadalom minden területén jelen volt, ám ettől az évtől Miguel Primo de Rivera autoriter rezsimében, a párt törvényen kívülivé vált, emiatt földalatti szervezetként működött a párt tovább. 
A spanyol polgárháború kitörésekor a párt szétesett. A párt egyik szárnya a katolikus egyházzal szimpatizált és antikommunista szellemiségű volt, a markánsan jobboldali szárny az egységes Spanyolországot támogatta, emellett voltak antifasiszta irányzatok is a pártban. 
A háború után a párt számos tagja emigrációba vonult. A párt a Franco-korszak alatt illegalitásban maradt. A párt komoly szerepet játszott a demokratikus átmenet alatt jobbközép, centrista pártként Baszkföld jogállásáról szóló státusz nyilatkozat.